# 長沙灣道

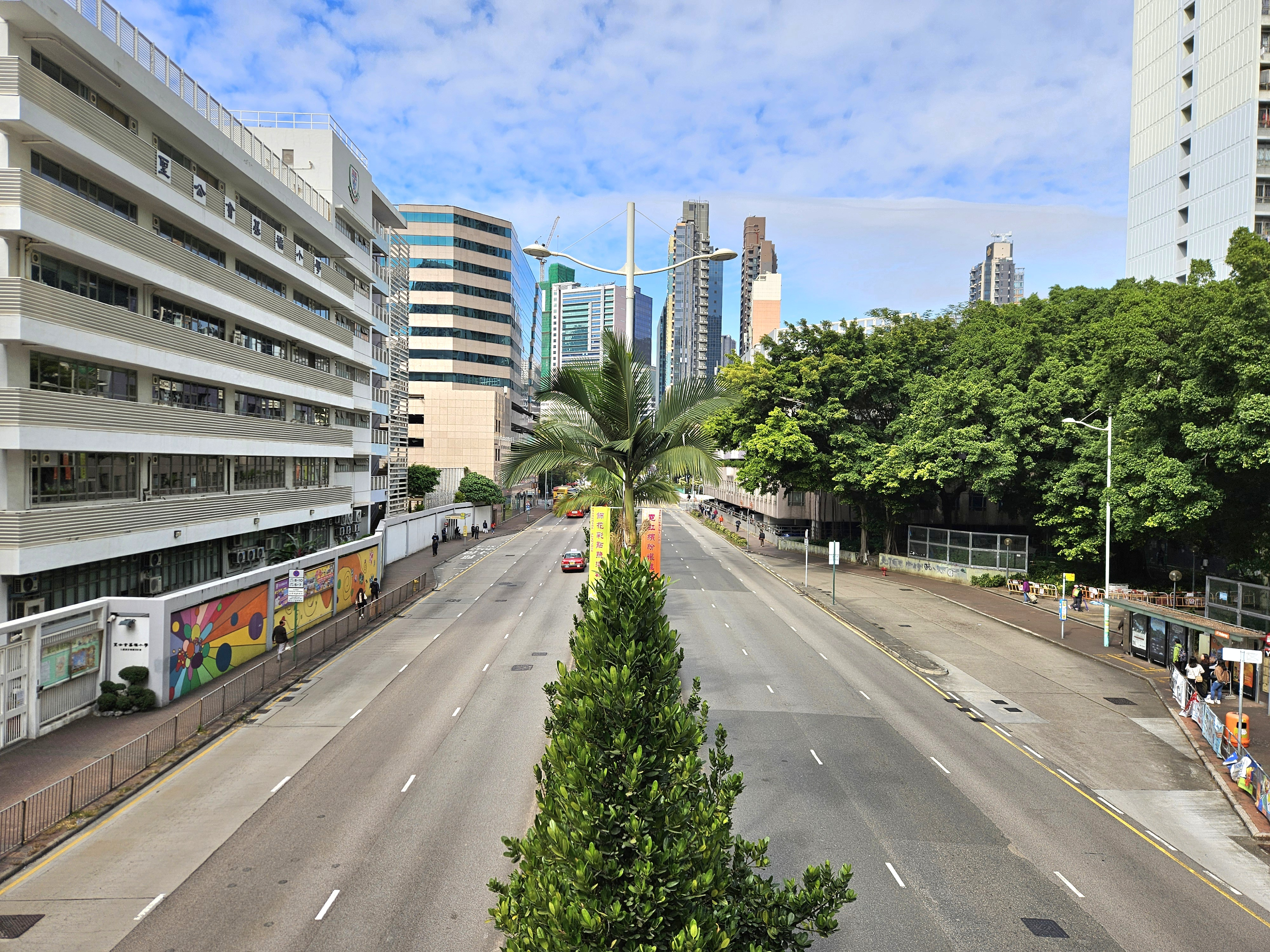
長沙灣道近聖公會基福小學

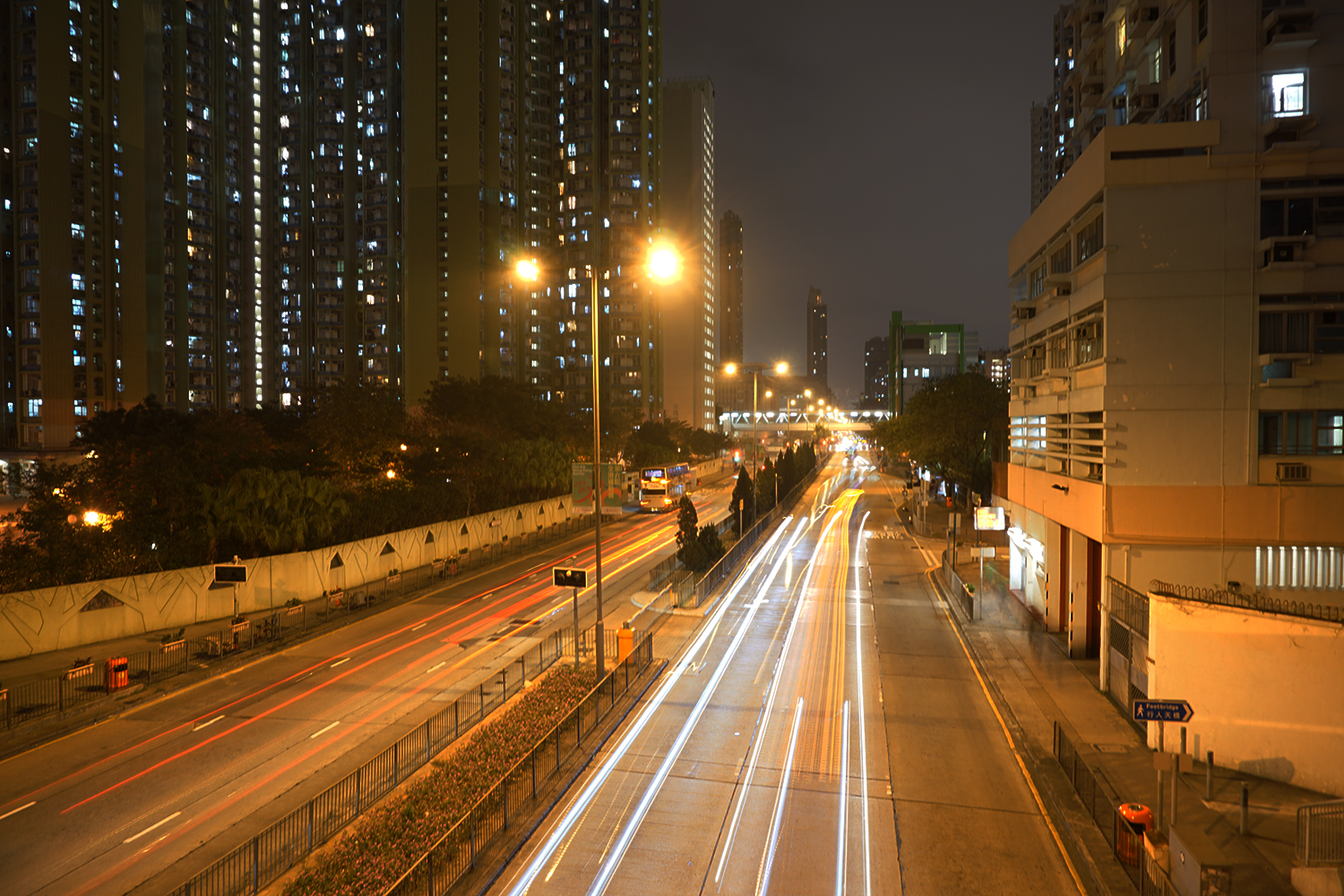
長沙灣道近長沙灣消防局

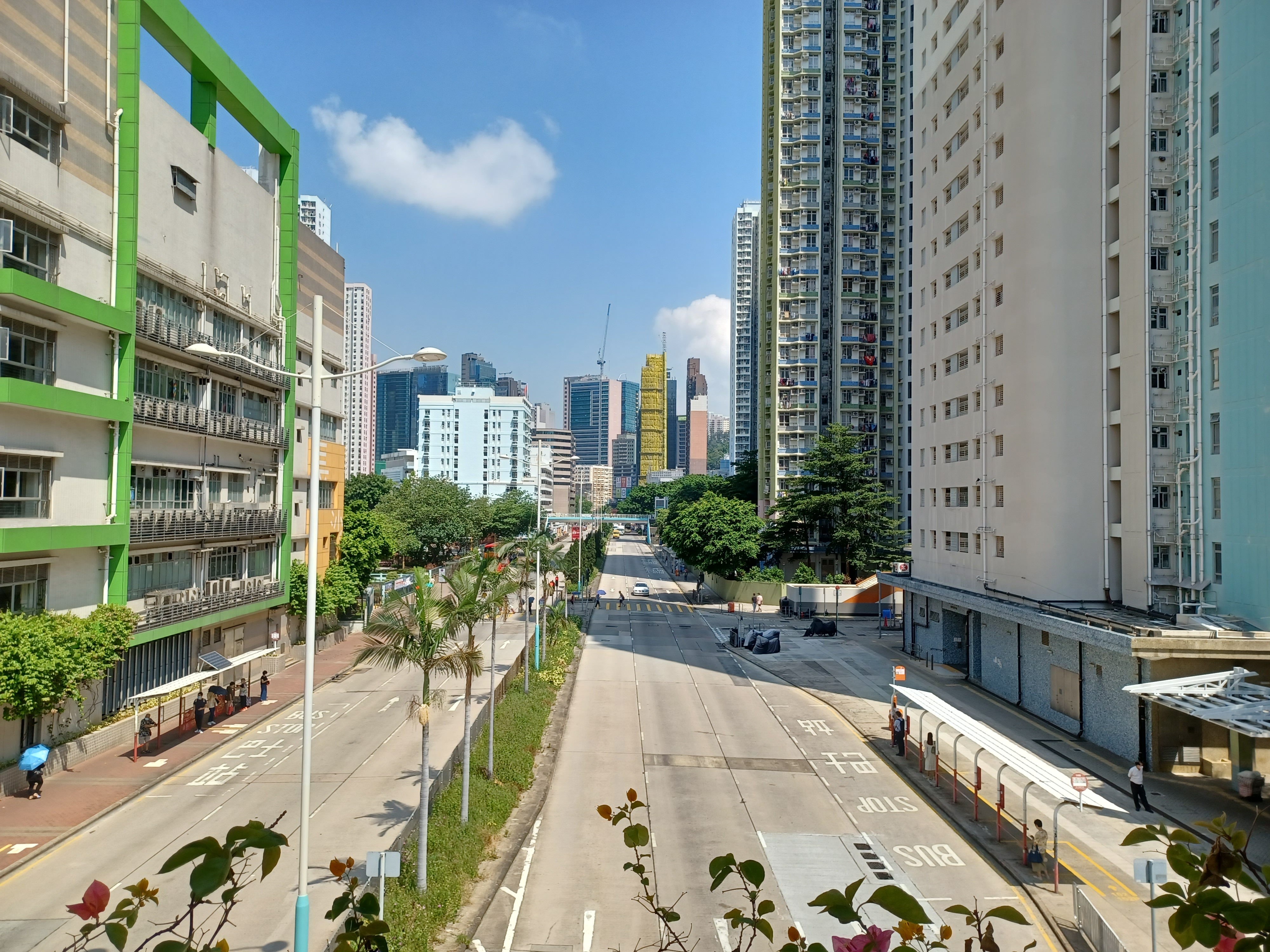
長沙灣道近元州邨

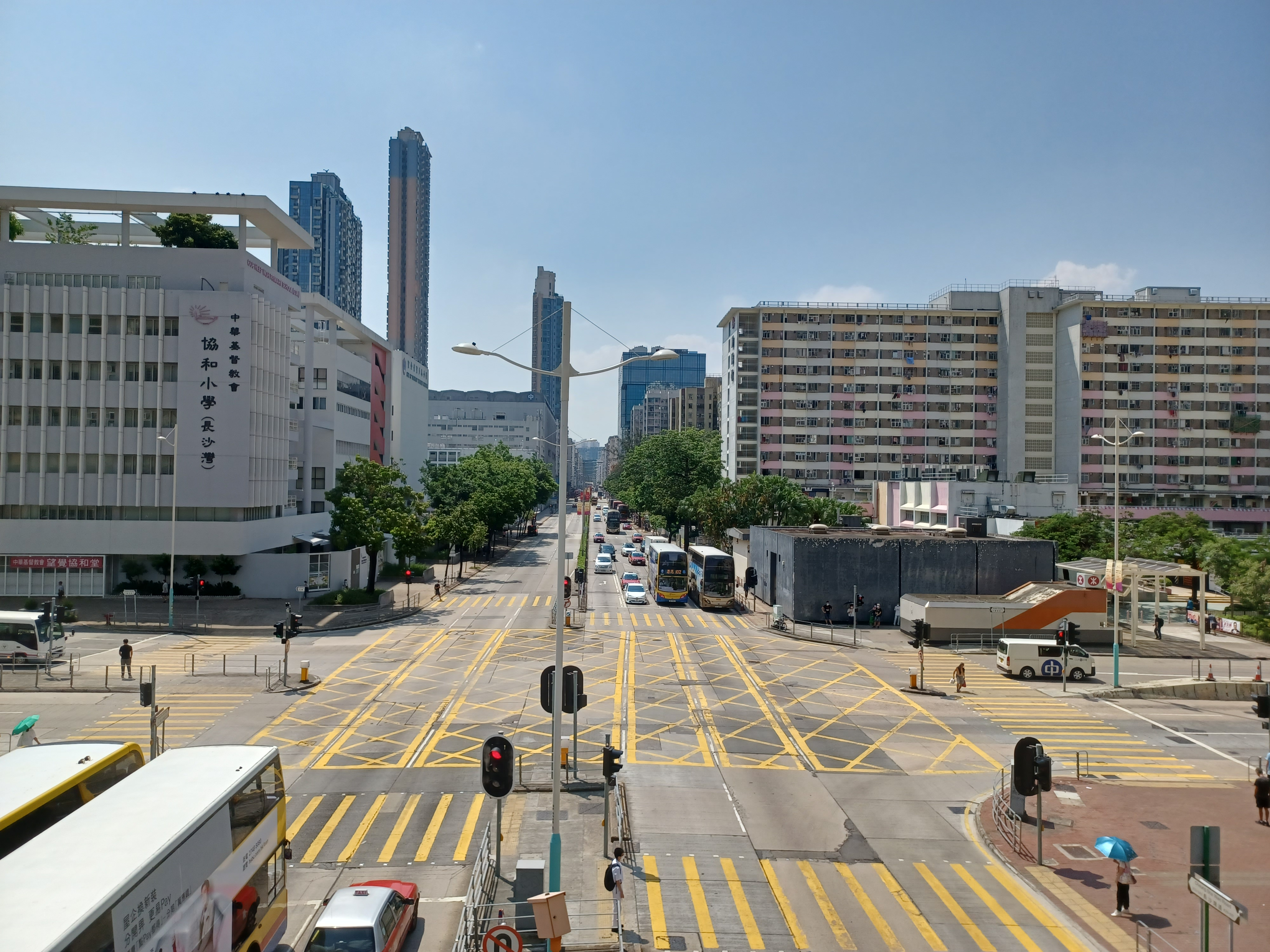
長沙灣道近麗閣邨

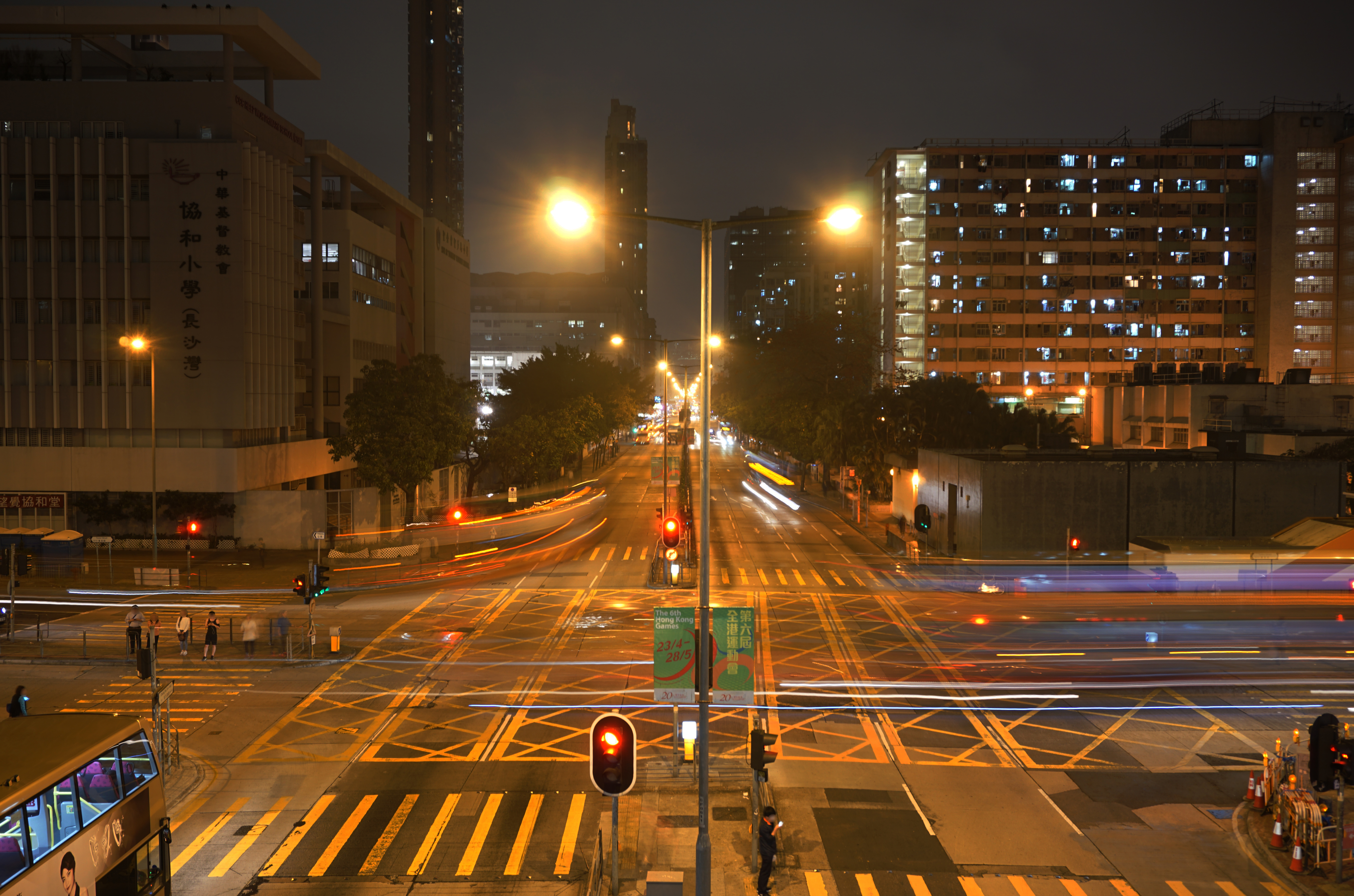
長沙灣道近麗閣邨

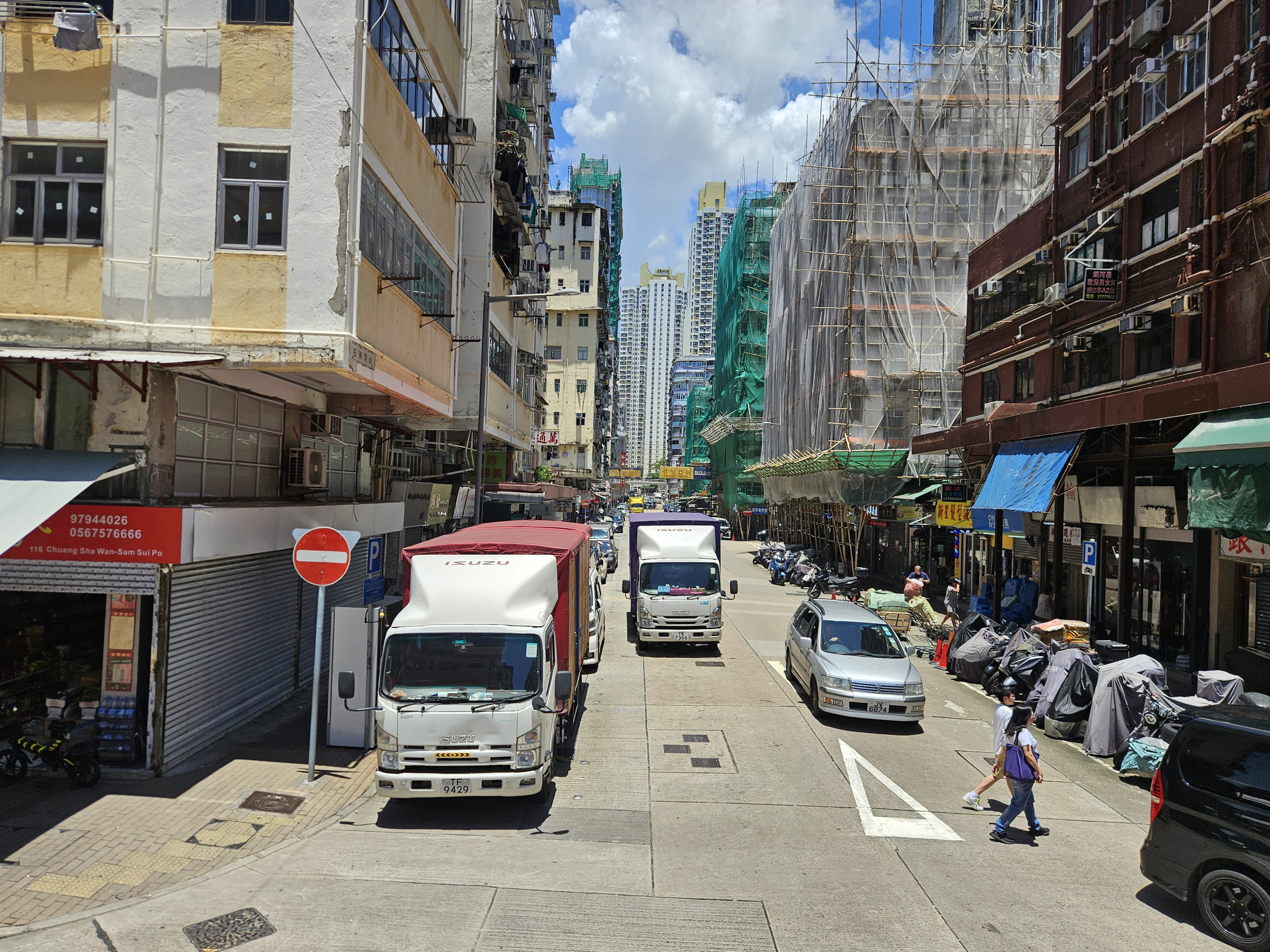
長沙灣道與石硤尾街交界

22°20′7.4718″N 114°9′22.8024″E / 22.335408833°N 114.156334000°E
長沙灣道（英語：Cheung Sha Wan Road）是香港九龍西的一條主要道路，連接深水埗、長沙灣及荔枝角一帶。道路南端連接彌敦道、界限街、南昌街及大埔道交界和成為美孚和長沙灣通往西區海底隧道之要塞，北端連接葵涌道，而行車天橋的分叉部份更進一步連接青沙公路直達新界東的沙田、大埔和粉嶺區，全長約 3.7 公里。道路地底為港鐵荃灣綫的管道。
長沙灣道沿路開設了不少批發及零售成衣及布疋的店鋪，以欽州街至黃竹街一段最密集，為香港同類店鋪的集中地，有時裝街及成衣街等別稱。

## 歷史
長沙灣道於1920年代開築，由於當時此街道至長沙灣海旁即告終止，因而命名為長沙灣道。
2012年12月12日，商務及經濟發展局局長蘇錦樑表示將會與香港旅遊發展局研究將長沙灣道時裝街等批發市場重新包裝成為特色旅遊景點的可行性。
2023年1月，「梁添刀廠」屹立逾40年的「大刀」招牌因不符合屋宇署的安全要求而需要清拆，在1月11日前拆卸最後一刻，吸引大批市民在招牌前合照留念。而招牌獲得羅氏集團和新加坡藝術家Rex Goh合作保育，預料年內會對外展出。

## 各段

### 旺角段
長沙灣道旺角段東南起自彌敦道、大埔道與界限街之交界，位於旺角北部，以黃竹街為界與深水埗段相接。在開埠初期，這一段從塘尾延伸至深水埗舊市區。這段有行車天橋從黃竹街與楓樹街十字路口開始，連接到界限街、洗衣街交接處附近。沿路附近有楓樹街遊樂場及深水埗街坊福利會會址。

### 深水埗段
長沙灣道深水埗段從黃竹街開始連接至欽州街，穿越深水埗舊市區，沿路多唐樓，南面有電子產品集散地鴨寮街，北面則有電腦廣場高登電腦中心。原本道路橫越南昌街之處有明渠，後由於城市發展，明渠已被完全密封。這一段的地底是荃灣綫深水埗站。
這一段亦是香港成衣和布疋集散地，有時裝街及成衣街之別稱，但近年陸續被餐廳取代。

### 長沙灣段
長沙灣道長沙灣段從欽州街起至甘泉街。道路呈曲尺形，於舊長沙灣郵政局處從西北走向轉向西南走向。
在開埠初期，道路是沿長沙灣對出海灘填海地建造，此段亦比上述兩段較晚落成。50年代初建成目前欽州街至東沙島街一段，中期建成光昌街至甘泉街一段，至60年代初道路才打通至今荔枝角一帶。
這一段長沙灣道沿路建築物亦有一定程度的分別，近深水埗一帶主要是住宅區如麗閣邨及怡閣苑，亦有購物商場如西九龍中心，而光昌街至甘泉街一段則有較多工廠大廈和貨倉，亦有商業樓宇如長沙灣廣場。荃灣綫長沙灣及荔枝角站亦位於這一段地底。

### 荔枝角段

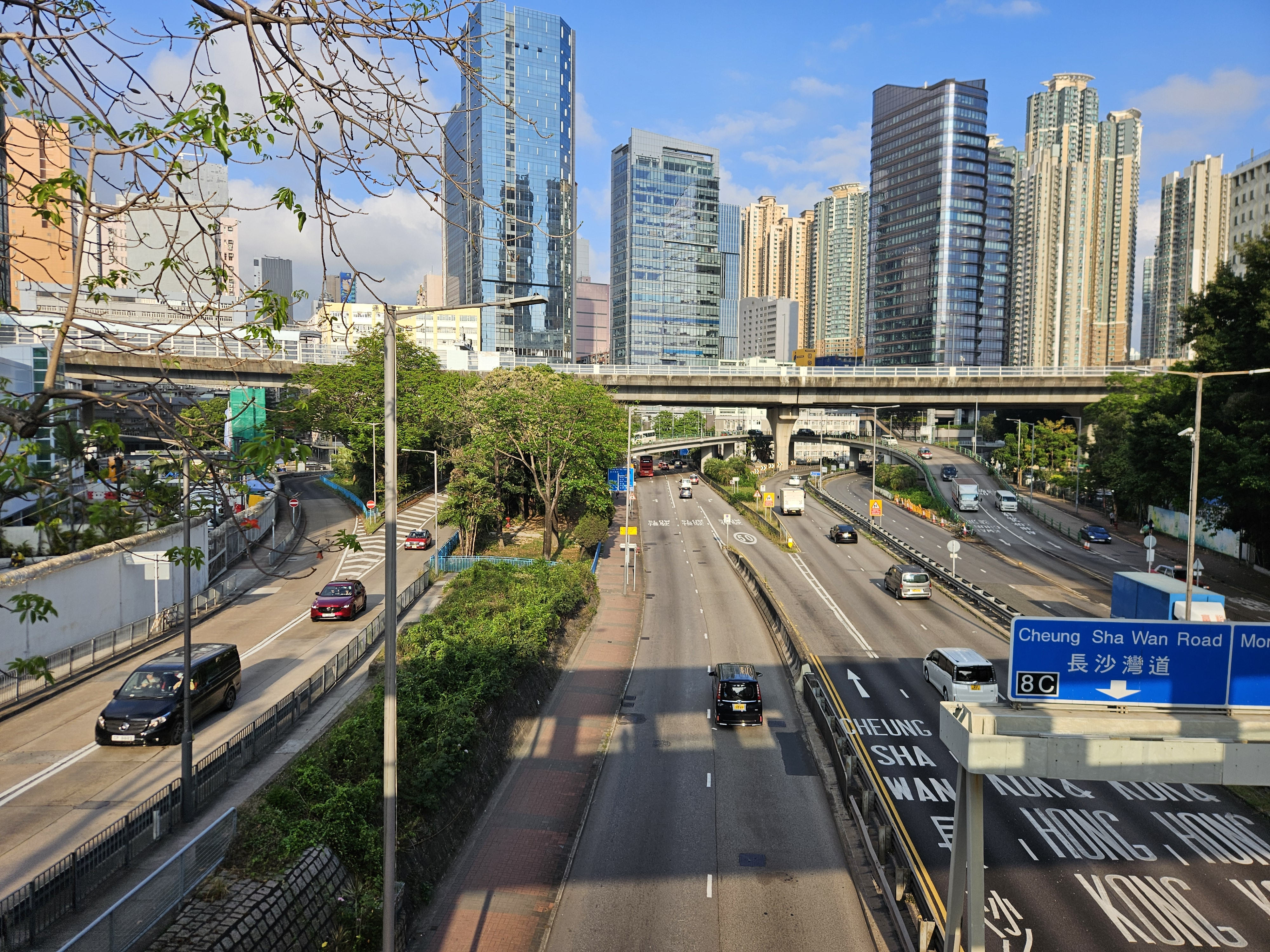
長沙灣道近荔枝角收押所一段

開埠初期，港府已在荔枝角填海作軍事用途。1960年代末期，政府延伸長沙灣道至荔枝角一帶，道路與青山道及荔枝角道平行。長沙灣道荔枝角段起源於甘泉街、長順街、蝴蝶道與荔枝角道交界處，與先前三段不同，這一段是單程路，只有東行方向。從長沙灣段西行而來的車輛須行經與之平行的荔枝角道或葵涌道天橋。道路西端連接美荔道、美孚巴士總站及荔枝角大橋，最終經葵涌道進入新界。

## 交匯道路列表
- 彌敦道
- 界限街
- 白楊街
- 大埔道
- 楓樹街
- 黃竹街
- 石硤尾街
- 南昌街
- 北河街
- 桂林街
- 欽州街
- 九江街
- 營盤街
- 東沙島街
- 東京街
- 發祥街
- 興華街
- 昌華街
- 光昌街
- 長沙灣徑
- 大南西街
- 長荔街
- 通州西街
- 甘泉街
- 長順街
- 蝴蝶谷道
- 青山公路
- 葵涌道
- 美荔道
- 萬事達廣場

## 沿線地方列表
| - 楓樹街遊樂場 - 港鐵深水埗站 - 西九龍中心 - 長沙灣政府合署 - 麗安邨及怡靖苑 - 九龍工業學校 | - 麗閣邨及怡閣苑 - 港鐵長沙灣站 - 長沙灣邨 - 長沙灣遊樂場 - 元州邨 - 深水埗運動場 | - 中華基督教會協和小學（長沙灣） - 中國基督教播道會恩福堂 - 恩福中心 - 長沙灣廣場及長沙灣巴士總站 - 港鐵荔枝角站 - 美孚新邨及美孚巴士總站 - 港鐵美孚站 |

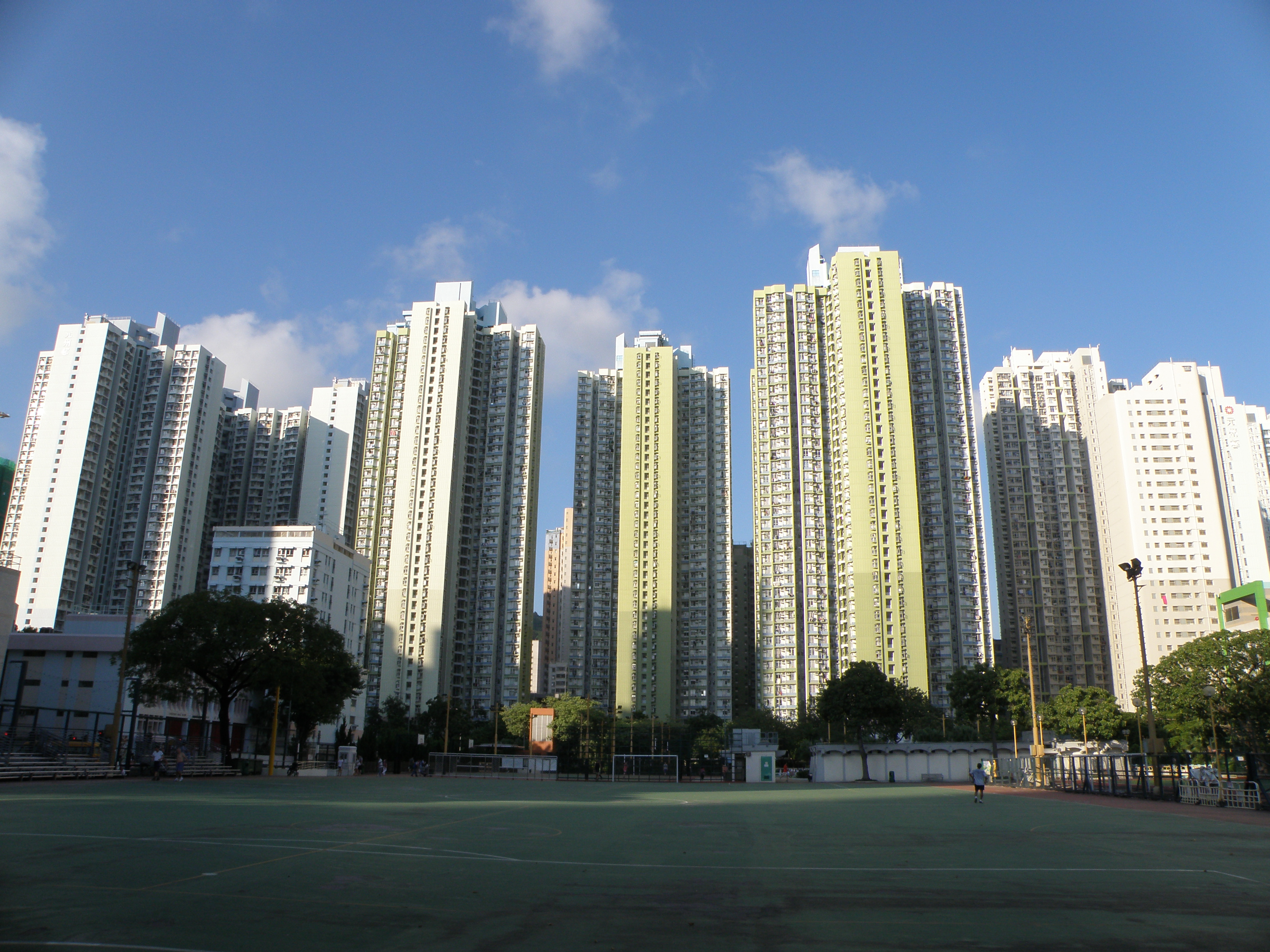
元州邨
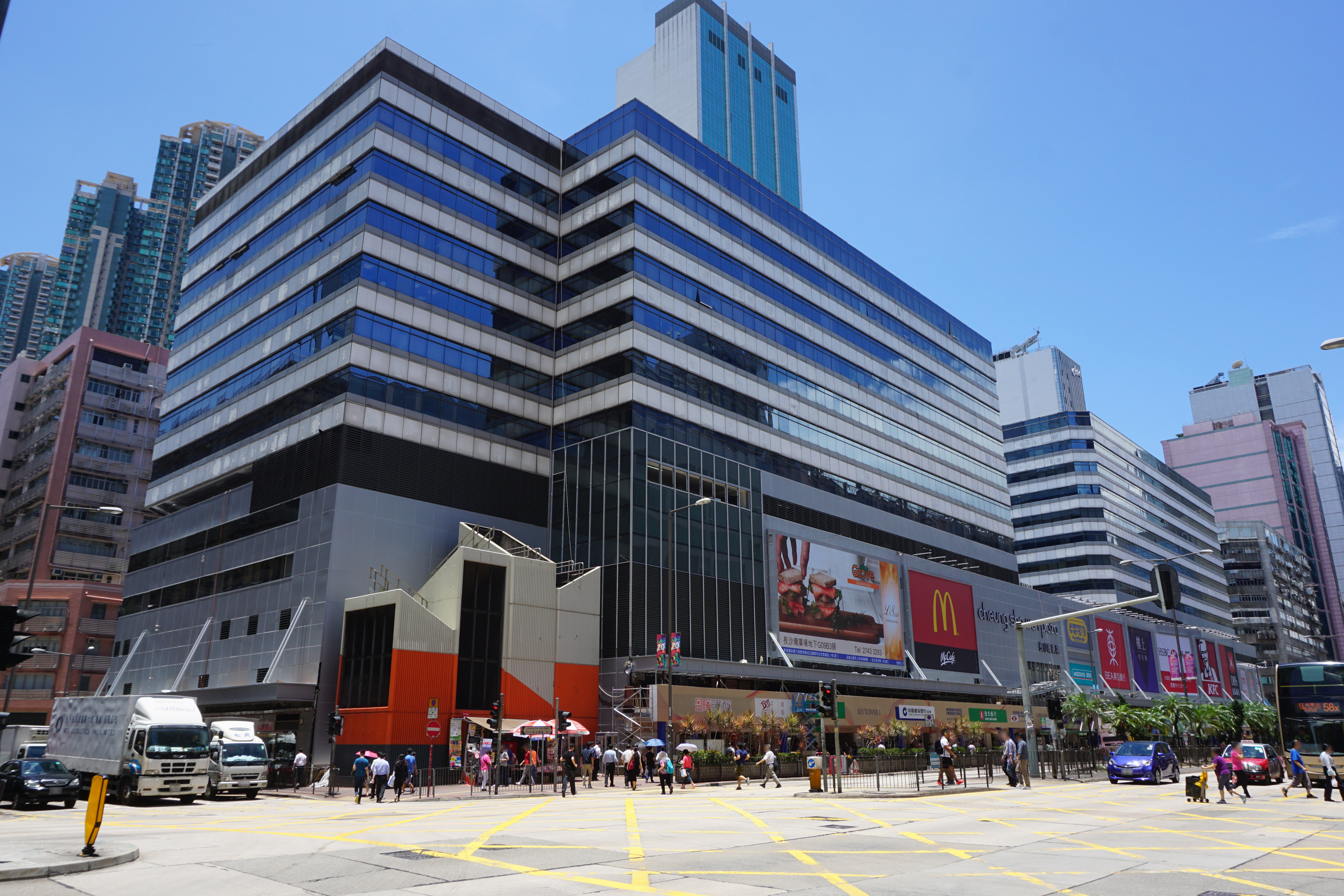
長沙灣廣場